# Naviculavolva malaita
Naviculavolva malaita is een slakkensoort uit de familie van de Ovulidae. De wetenschappelijke naam van de soort is voor het eerst geldig gepubliceerd in 1976 door Cate.